# 涂夢花
涂夢花，福建漳浦县人，清朝政治人物、同進士出身。

## 生平
崇禎十二年（1639年）舉己卯科福建鄉試。明亡仕清，順治十八年（1661年）辛丑科進士，授翼城縣知縣。